# اسپیتمان
اسپیتمان (به اوستایی: سپیتَمَه) نام خانوادگی زرتشت است. در پارسی این نام به گونهٔ اسپنتمان، اسفنتمان، اسفنتمان وسپنتمان نیز آمده است.
نام نهمین نیای زرتشت برپایه نوشته‌های سنتی سپیتَمَه است و ازین رو این خاندان به این نام خوانده شده است.
واژه نامهٔ دهخدا این واژه را ساخته شده از دو بخش سپیت و مان از ادات اتصاف به معنای دارندهٔ سپیدی و دارندهٔ لکه‌های سپید می‌داند.